# Capsicum pubescens
Capsicum pubescens ist eine Pflanzenart der Gattung Capsicum (Paprika), die vor allem in Mittel- und Südamerika bekannt ist. Der Namensbestandteil pubescens bedeutet behaart und weist auf die behaarten Blätter dieser Art hin. Die Pflanzen, aber vor allem auch die Früchte dieser Art werden oft als Rocoto und Locoto (vor allem in Bolivien, Peru) oder Chile Manzano und Chile Peron (vor allem in Mexiko) bezeichnet. Da sie ein relativ hohes Alter erreichen und der Stamm schnell verholzt, werden sie gelegentlich als Baumchili bezeichnet. Von allen domestizierten Paprika-Arten ist diese am wenigsten verbreitet und systematisch am weitesten von allen anderen entfernt.

## Beschreibung

### Vegetative Merkmale
Wie alle anderen Arten der Gattung Capsicum wachsen die Pflanzen von Capsicum pubescens als Halbstrauch, gelegentlich sind es auch kletternde Pflanzen. Die bis zu vier Meter hohen Pflanzen verholzen relativ schnell und werden bis zu 15 Jahre alt, vor allem im Alter wirken sie beinahe baumartig. Nachdem zunächst ein Trieb ausgebildet wird, verzweigt sich dieser in einer Höhe von etwa 30 cm zum ersten Mal und bildet im Laufe des Wachstums durch weitere Teilung ein buschiges Erscheinungsbild. Später treiben weitere Triebe aus den Blattachseln aus. Einige Sorten weisen violette Verfärbungen an den Verzweigungen auf, wie sie auch bei anderen Capsicum-Arten zu beobachten sind.
Die Laubblätter besitzen einen 5 bis 12 mm langen Blattstiel und eine eiförmige Blattspreite, die 5 bis 12 cm lang, 2,5 bis 4 cm breit, an der Spitze spitz zulaufend und an der Basis keilförmig ist.
Neben dem im Vergleich zu anderen Paprikas relativ hohen Alter unterscheidet sich Capsicum pubescens auch in vielen anderen Merkmalen sehr stark von verwandten Arten. Am auffälligsten ist die namensgebende Behaarung, die an Blättern, Stängeln und teilweise an den Kelchblättern der Blüten zu finden ist.

### Blüten

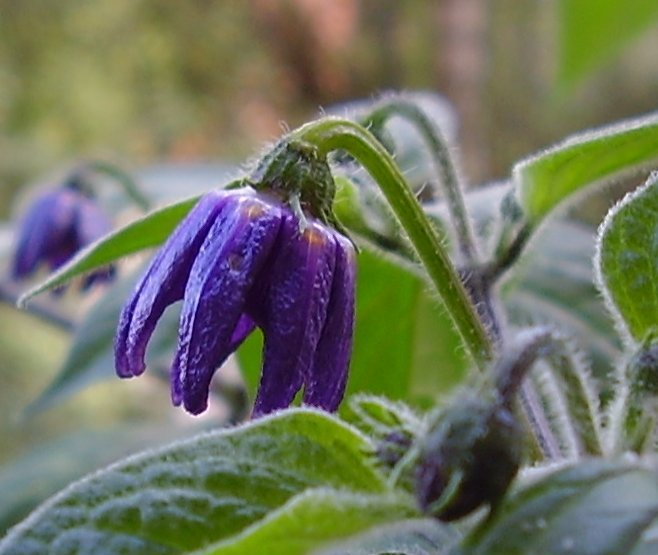
Blüten einer Rocoto Manzano Rojo

Die Blüten erscheinen einzeln oder zu zweit (selten bis zu viert) in den Verzweigungen der Triebe und stehen an etwa 1 cm langen Blütenstielen, die sich an der Frucht auf etwa 4 bis 5 cm verlängern. Der Kelch ist mit fünf dreieckig zugespitzten Zähnen besetzt, die an der Frucht eine Länge von etwa 1 mm besitzen. Deutliches Unterscheidungsmerkmal zu anderen kultivierten Arten der Gattung Capsicum sind die blau-violett gefärbten Kronblätter, die zum Zentrum teilweise heller werden. Zwar kommen auch bei anderen Arten – beispielsweise Capsicum annuum – vereinzelt Sorten mit violetten Blüten vor, jedoch sind oft nur die Ränder der Blütenblätter gefärbt. Teilweise sind die Kronblätter haubenartig geformt, die miteinander verwachsenen Abschnitte der Kronblätter sind deutlich gefaltet. Die Staubbeutel sind violett gefärbt.

### Früchte und Samen

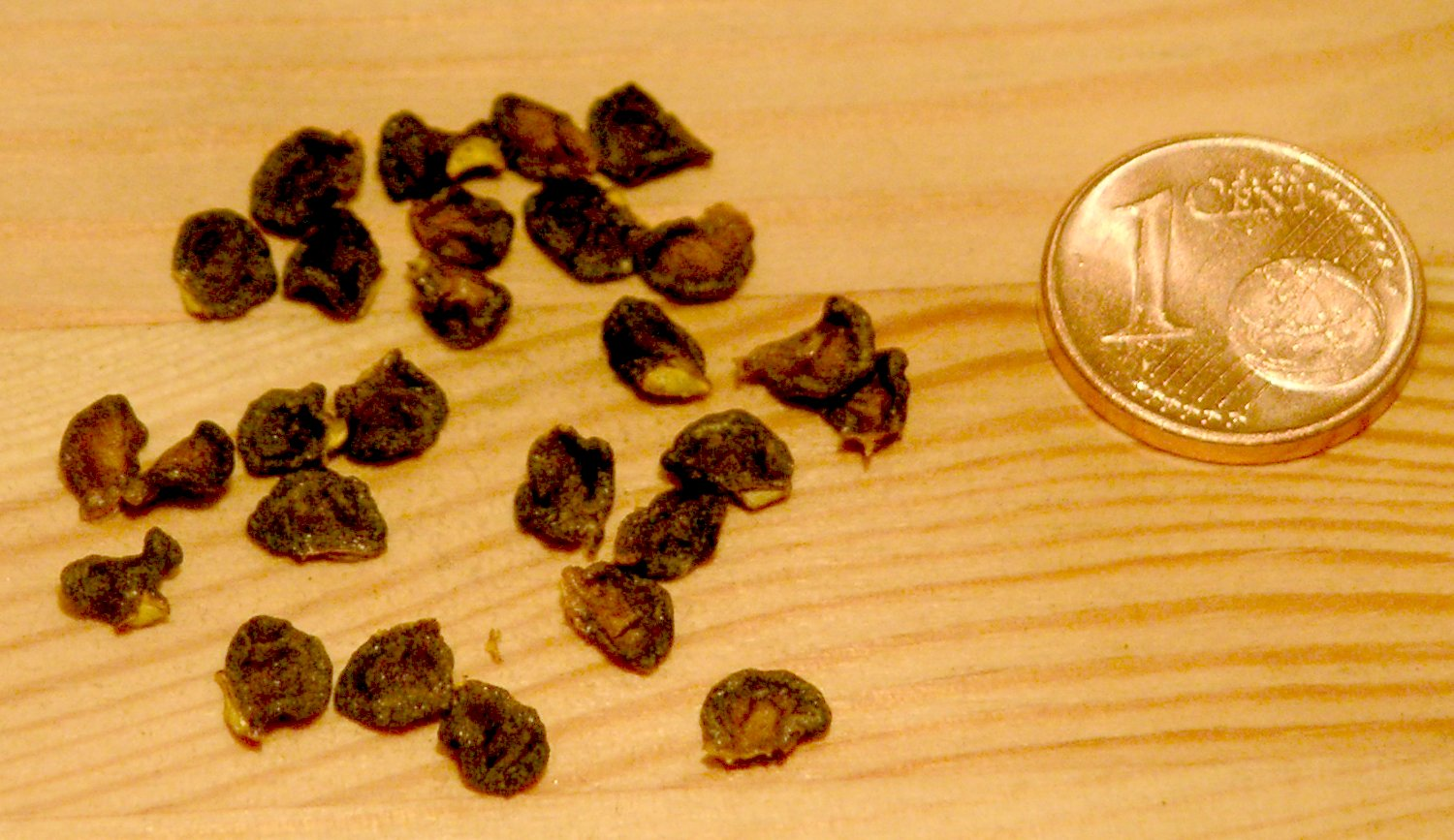
Samen von Capsicum pubescens Chile de Seda

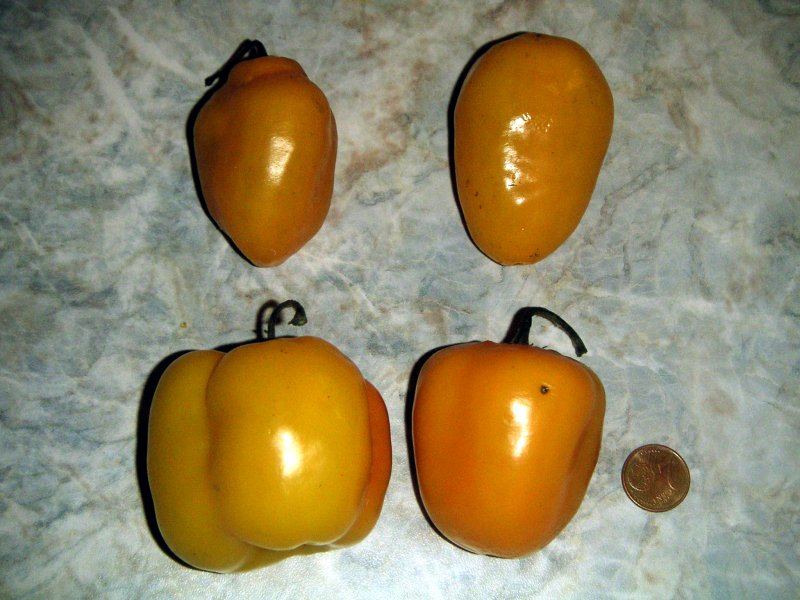
Früchte von Capsicum pubescens, obere Reihe: Chile de Seda, untere Reihe: Rocoto canario

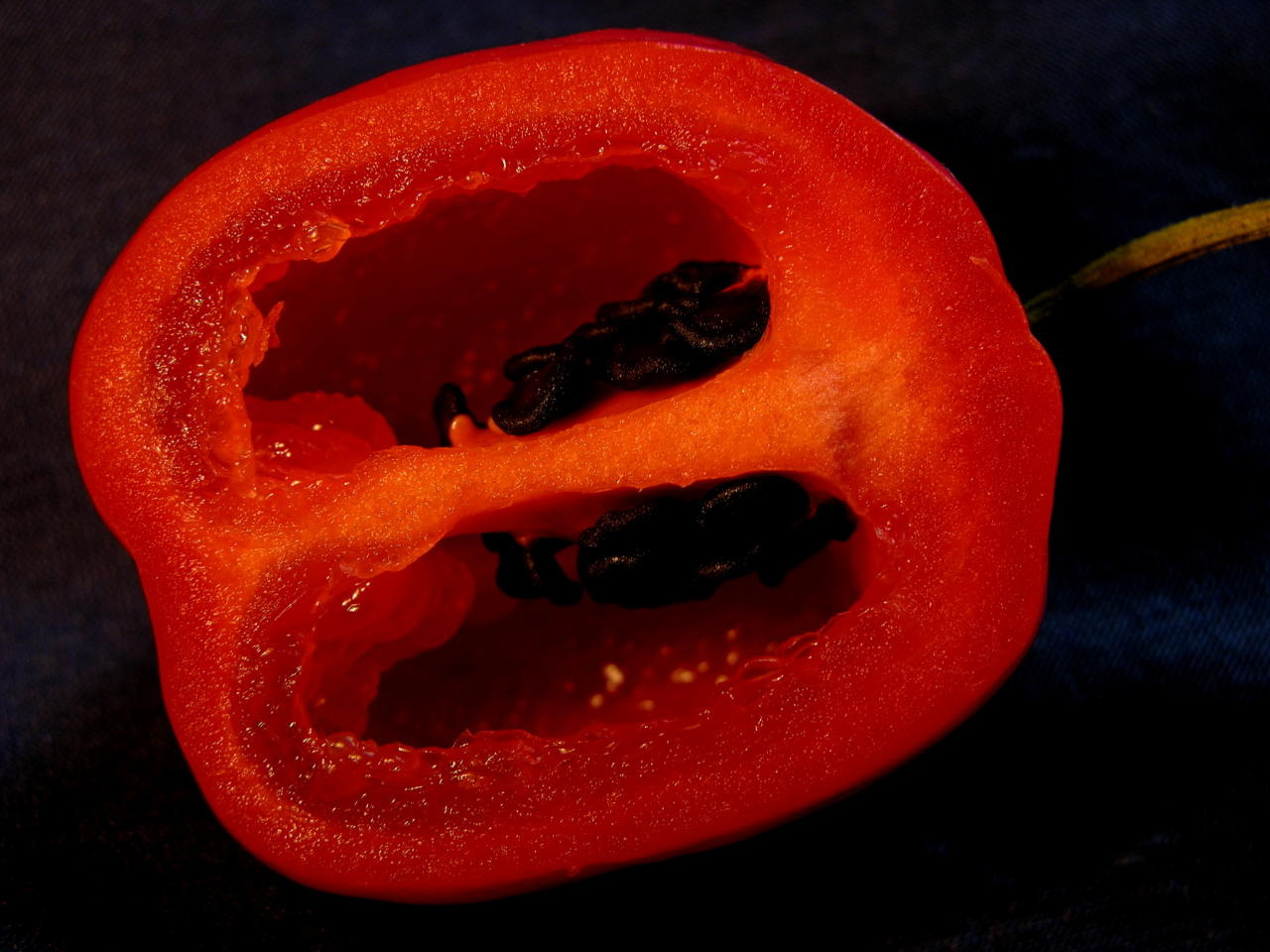
Aufgeschnittene Frucht mit Samen

Aus den Blüten entwickeln sich nach der Befruchtung in zirka 90 Tagen reife Früchte. Die Früchte sind 5 bis 8 cm breit und 7 bis 9 cm lang, die Form variiert sehr stark. So gibt es Sorten, deren Früchte dreimal so lang wie breit sind, aber auch Früchte, die 1,5-mal so breit wie lang sind, kommen vor. Vor allem die peruanischen Sorten mit länglichen Früchten weisen eine deutlich ausgeprägte Schulter auf, die in Sorten, deren Ursprung weiter nördlich liegt, nicht zu beobachten ist. Die Spitze aller Früchte ist stumpf, in den kürzeren Früchten ist sie oftmals eingedrückt. Die Farbe der reifen Früchte reicht vom kräftigen Gelb über Orange bis hin zu Dunkelrot und sogar Bräunlich. In vielen Sorten ist eine Verfärbung der Früchte zu schwarz zu beobachten, bevor sie ihre endgültige Färbung erreichen. Die Früchte haben ein sehr ausgeprägtes Aroma, welches oft als „tropisch“ beschrieben wird und sind sehr scharf. In den meist zwei bis vier Samenkammern befindet sich eine hohe Anzahl von braun-schwarzen Samen. Die Mehrzahl der Samen sind gegenüber dem Stielansatz am oberen Ende der Frucht mit der Plazenta verbunden; an den Seitenwänden sind nur wenige Samen zu finden. Die dunkle Färbung der Samen ist ein weiteres Unterscheidungsmerkmal zu anderen kultivierten Paprika-Arten, die ausschließlich weißliche bis hellgelbe Samen besitzen.

### Chromosomenzahl
Die Chromosomenzahl beträgt 2n = 24.

## Inhaltsstoffe
Siehe auch: Inhaltsstoffe der Paprika
Capsicum pubescens unterscheidet sich vor allem in der Zusammensetzung der Schärfe verursachenden Capsaicinoide von anderen scharfen Paprika. Während bei anderen Arten Capsaicin mit bis zu 80 % der Capsaicinoide dominiert, ist bei Capsicum pubescens eine fast ebenso hohe Konzentration an Dihydrocapsaicin festzustellen. Während in der Plazenta die Konzentration von beiden Capsaicinoiden nahezu gleich ist, ist das Verhältnis bei einer Analyse der ganzen Frucht zu Dihydrocapsaicin verschoben. Auch die Konzentration von Nordihydrocapsaicin – einem weiteren wichtigen Capsaicinoid – ist überdurchschnittlich hoch.
Durch diese unterschiedliche Zusammensetzung der Capsaicinoide wird die Schärfe der Capsicum pubescens anders wahrgenommen als die Schärfe anderer scharfer Paprika. Da selbst geübte Chili-Esser meist nur wenig Toleranz gegenüber Dihydrocapsaicin und Nordihydrocapsaicin ausgebildet haben, wird die Schärfe oft verhältnismäßig intensiv wahrgenommen. Jedoch kann es ebenso vorkommen, dass diese Empfindlichkeit deutlich geringer ist und die Rocoto nur als mäßig scharf empfunden wird. Je nach Quellen liegt die Schärfe zwischen 30.000 und 100.000 Scoville-Einheiten.

## Herkunft und Wachstumsbedingungen

### Allgemeines

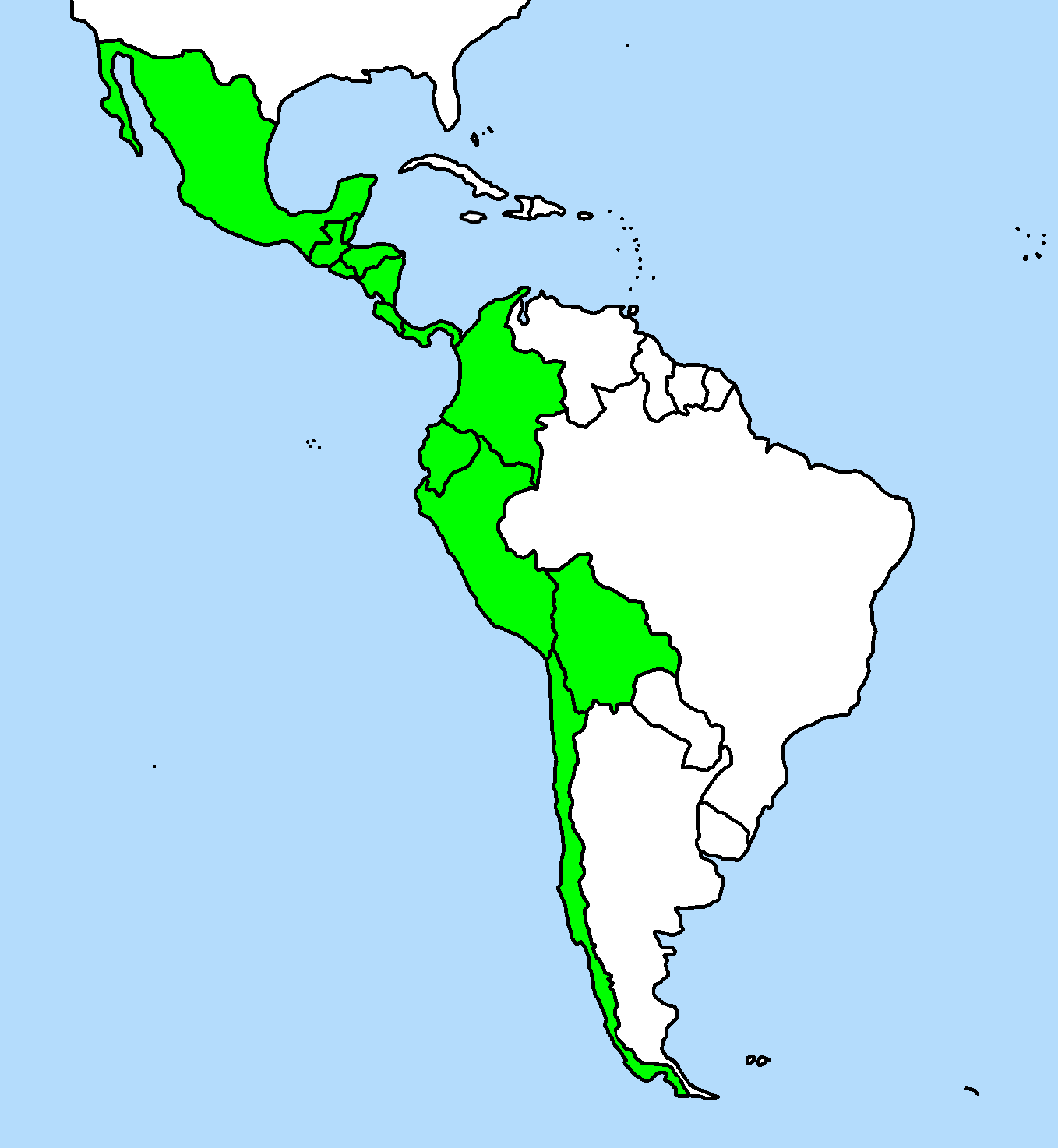
Länder, die Capsicum pubescens kommerziell anbauen

Die Art ist nur aus der Kultur bekannt. Belege domestizierter Pflanzen der Art reichen mehrere tausend Jahre zurück. Angebaut wurde sie unter anderem im Inkareich, dort war sie die häufigste Capsicum-Art. Die Verbindung zum Inka-Reich ist noch heute bewahrt: der Name Rocoto leitet sich vom Quechua ruqutu (roqoto) ab.
Capsicum pubescens wird in größerem Rahmen nur in den Hochlagen Boliviens, Perus, Ecuadors, Kolumbiens, im Norden Chiles, in Mittelamerika und in den südlichen Gebirgsregionen Mexikos angebaut. In Südamerika gehört die Art neben den ebenfalls dort beheimateten Capsicum baccatum zu den wichtigsten Paprika.

### Anbau in Europa

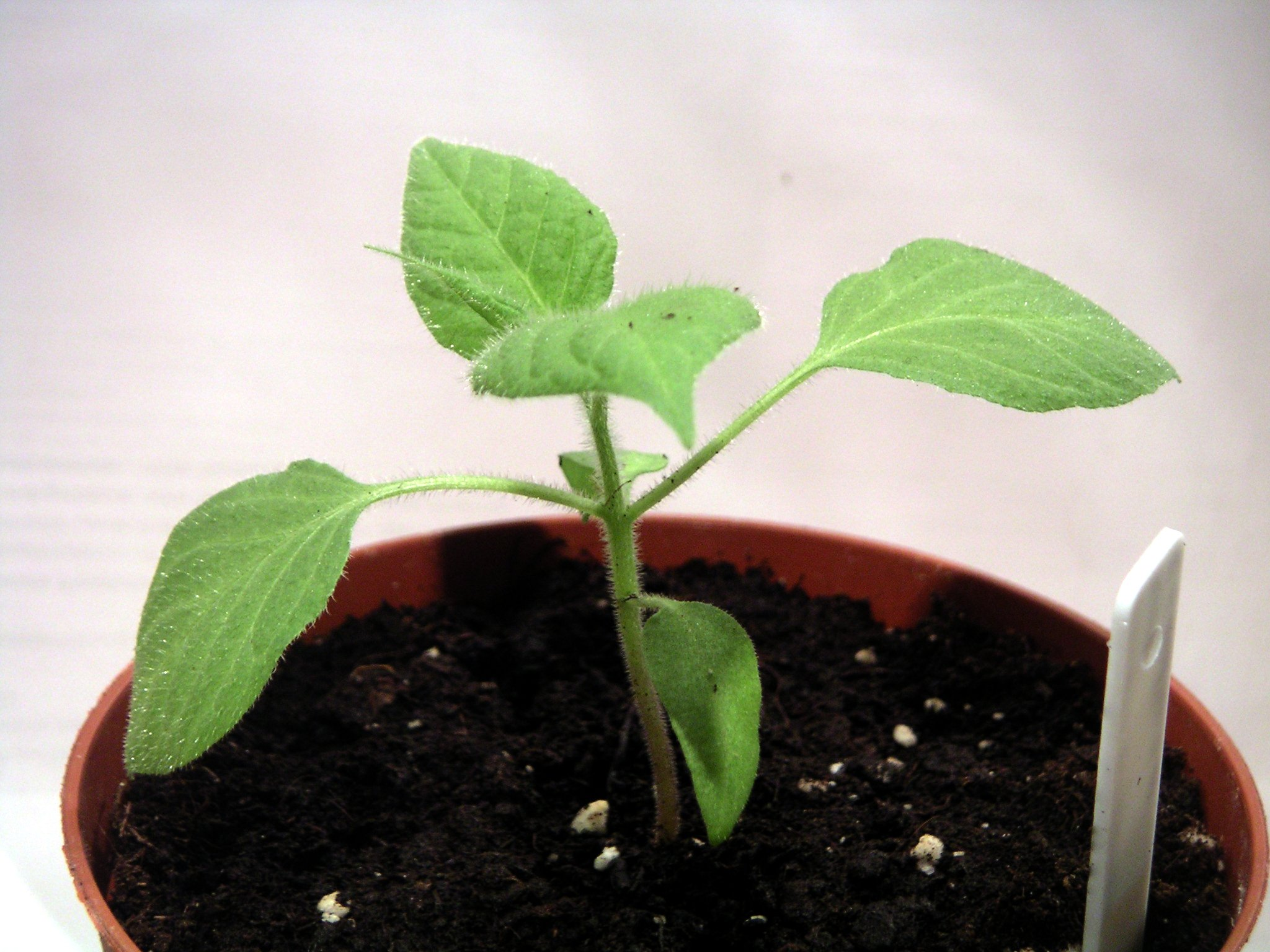
Sechs Wochen alte Jungpflanze Capsicum pubescens Rocoto Rojo

In Europa wird Capsicum pubescens nicht kommerziell angebaut. Grund dafür sind die längere Reifezeit, die allgemeine Empfindlichkeit der Pflanzen und die fehlende Verwendbarkeit in der europäischen Küche. Jedoch steigt das Interesse an der Pflanze unter Hobbyzüchtern zunehmend; Samen werden privat getauscht oder sind über Spezialanbieter erhältlich. Capsicum pubescens ist besser an die relativ kühlen Nächte des mitteleuropäischen Klimas angepasst als andere Capsicum-Arten. Pflanzen sollten nicht der prallen Sonne ausgesetzt werden; ein halbschattiger Platz ist ideal. Bei regelmäßigen, aber nicht zu starken Wasser- und Düngergaben ist bereits im ersten Jahr mit einer Ernte zu rechnen. Bei zu schlechten Umweltbedingungen wirft die Pflanze Blüten und auch junge Früchte ab. Werden die Pflanzen im kühlen und hellen Innenraum überwintert und im Frühjahr zurückgeschnitten, fällt die Ernte im zweiten und in den folgenden Jahren meist umfangreicher aus.

## Systematik
Innerhalb der Gattung Capsicum gehört die Art zu der Gruppe mit einer Chromosomenzahl von 2n=24. Untersuchungen des Karyotyps platzieren die Art nahe zu Capsicum eximium, Capsicum cardenasii und Capsicum tovarii. Diese Arten ähneln sich durch teilweise bis komplett lila-violette Blüten sowie bräunliche bis schwarze nierenförmige oder unregelmäßig geformte Samen. Mit Ausnahme der großen und farblich variablen Früchte von Capsicum pubescens besitzen alle Arten kleine, rot gefärbte, kugelförmige Früchte. Die enge Beziehung der Arten konnte auch durch erfolgreiche Kreuzung der Arten Capsicum pubescens, Capsicum eximium und Capsicum cardenasii gezeigt werden. Die so entstandenen Hybriden erzeugten jeweils fertile Nachkommen. Keine der drei Arten konnte jedoch erfolgreich mit Capsicum tovarii gekreuzt werden. Phylogenetische Untersuchungen der DNA zeigten jedoch eine enge Verwandtschaft zwischen Capsicum pubescens und Capsicum tovarii, wohingegen Capsicum eximium und Capsicum cardenasii weiter von Capsicum pubescens gestellt wurden.
Bei Untersuchungen der durchschnittlichen Fruchtgröße in verschiedenen traditionellen Anbaugebieten stellte Eshbaugh fest, dass die Früchte von Pflanzen außerhalb Boliviens im Durchschnitt größer werden. Daraus schloss er, dass die bolivianischen Capsicum pubescens sowohl biologisch als auch geographisch näher an der Ur-Capsicum pubescens liegen, als anderswo domestizierte Pflanzen der Art. Die genaue Herkunft kann jedoch nicht mit Gewissheit bestimmt werden. Obwohl bisher keine Wildform gefunden werden konnte und nur kultivierte oder halbwilde Pflanzen existieren, geht man davon aus, dass Capsicum pubescens eine eigene Art bildet. Durch die lange Domestizierung und damit durch menschliche Selektion wurden die Früchte der Pflanzen mit der Zeit größer, die Wildform selbst gilt als ausgestorben.
Die Art ist ein Beispiel für den sogenannten Gründereffekt: Durch die geringe geographische Verbreitung und die kaum vorhandene Überschneidung mit den Verbreitungsgebieten anderer Capsicum-Arten ist die Population auf einen unvollständig repräsentierten Genpool zurückzuführen. Aus diesem Grund blieb die Variabilität innerhalb der Art sehr gering, so dass deutlich weniger Sorten als bei anderen domestizierten Paprika entstanden.

## Verwendung

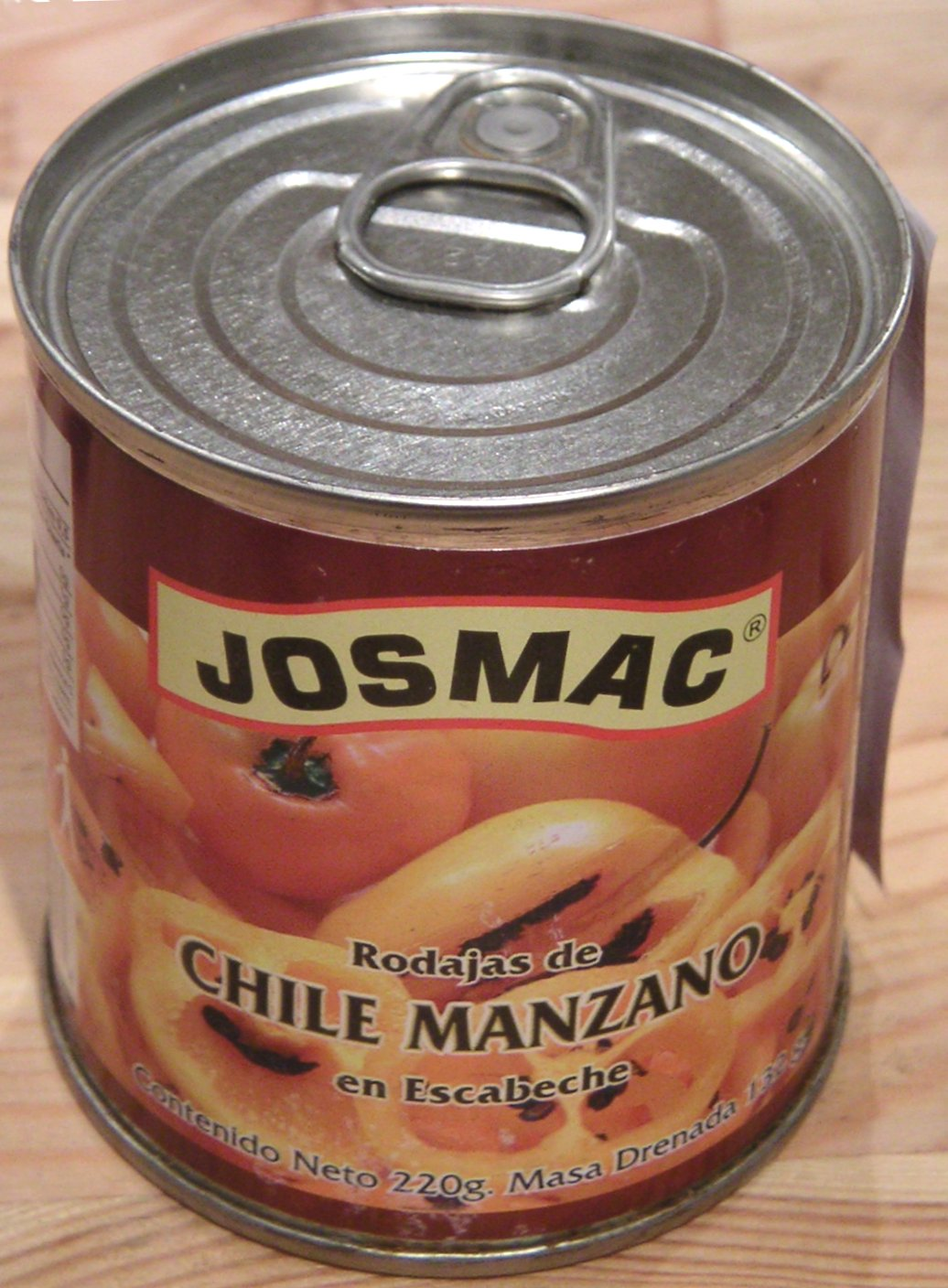
„Chile Manzano“-Konserve, mexikanisches Produkt

### Allgemeines
Früchte der Capsicum pubescens können in der Küche wie andere Chilis eingesetzt werden. Viele Gerichte, beispielsweise Salsa, erhalten durch sie eine besonders fruchtige und exotische Note. In der süd- und mittelamerikanischen Küche wird oft eine Kombination aus Chilis der Art C. baccatum und C. pubescens benutzt, wobei erstere den Stellenwert eines Gewürzes, letztere den eines Gemüses einnehmen. Die Schärfe der „Gemüse-Chilis“ kann dabei reguliert werden, indem man die Früchte nach Entfernen von Plazenta und Samen mehrfach abwechselnd in Salz- und Zuckerwasser bis kurz vor den Siedepunkt erwärmt und anschließend das Wasser abgießt.
Meist werden die Früchte frisch verkauft, jedoch findet man auch Glas- und Dosenkonserven mit Rocoto oder Chile Manzano, meistens als halbierte Früchte.
In Arica im Norden Chiles wurde eine Solartrockenanlage errichtet, in der den Früchten das Wasser mit Sonnenenergie entzogen wird, da normales Lufttrocknen durch das dicke Fruchtfleisch nicht funktioniert. Die Anlage hat eine Länge von 18 Metern, von denen 10 Meter als Trockenfläche genutzt werden, und kann während eines Trockenzyklus von drei Tagen 60 kg frischer Früchte verarbeiten. Nach dem Trocknen haben diese Früchte ein Gesamtgewicht von nur noch 6,4 kg. Die getrockneten Früchte werden pur oder in Öl eingelegt verkauft.
Seit Mai 2003 besteht ein Einfuhrverbot von in Mexiko angebauten Capsicum pubesencs in die USA, weil in importierten Früchten Fliegenlarven der Familie Tephritidae – einem Schädling, der vor allem Zitrusfrüchte bedroht – entdeckt worden waren. Eine Einfuhrbeschränkung besteht aus dem gleichen Grunde für alle anderen Arten der Gattung Capsicum. Zur Kontrolle werden 4 % aller in die Zitrusfrüchte-anbauenden Bundesstaaten Arizona, Kalifornien, Florida, Louisiana und Texas und 2 % aller in die übrigen US-Bundesstaaten importierten Paprika-Früchte auf Larvenbefall untersucht.

### Rocoto relleno

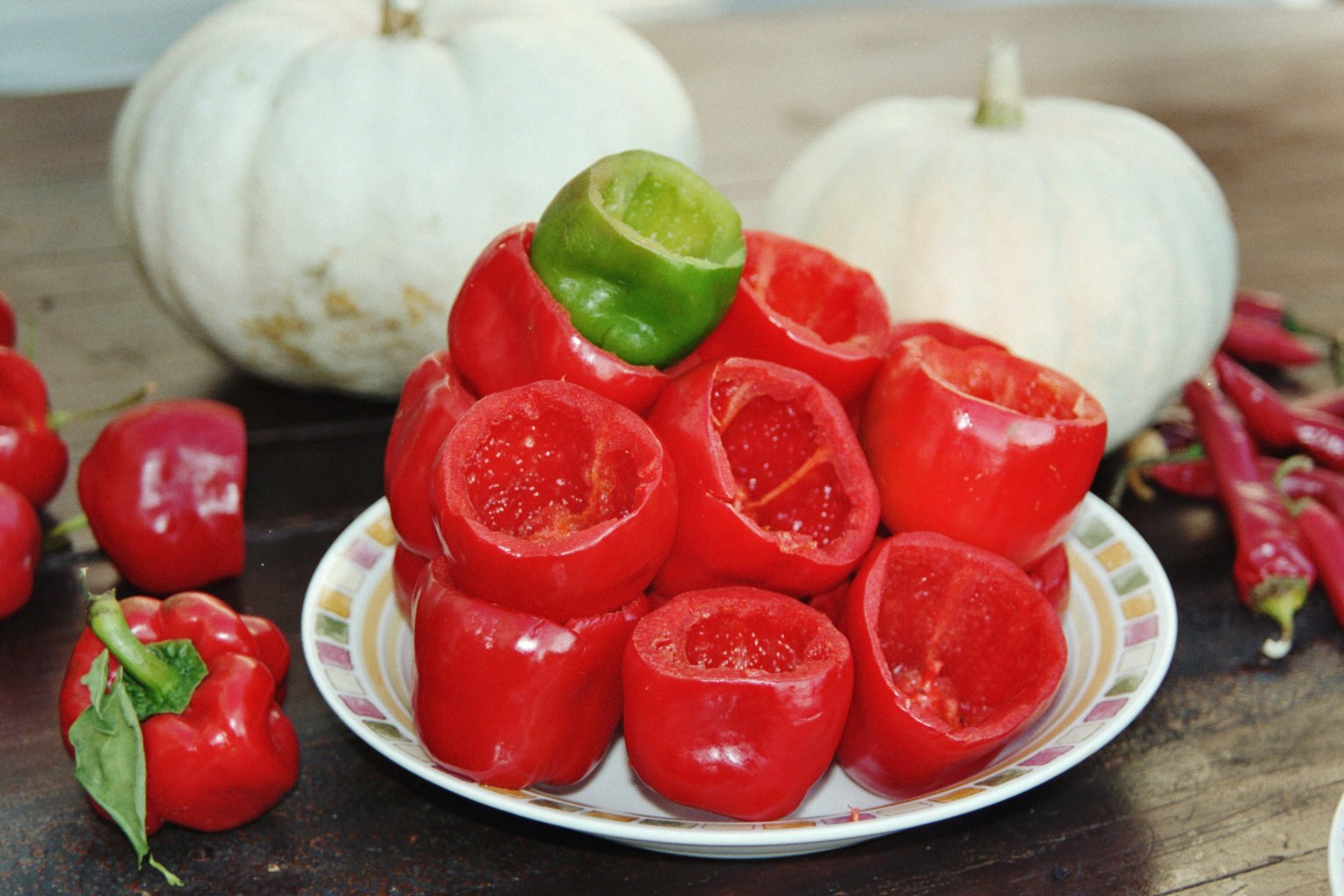
Rocoto vor dem Füllen

Das bekannteste Rezept für Rocotos stammt aus Arequipa, dem Süden Perus. Der Name Rocoto relleno bedeutet „gefüllter Rocoto“. Es ähnelt den aus Ungarn bekannten gefüllten Paprika oder den in Mexiko zu findenden Chiles rellenos. Neben der Schärfe ist auch die Füllung der Früchte in den jeweiligen Gerichten sehr unterschiedlich. Für Rocoto relleno werden über Nacht in Milch eingelegte Rocoto-Hälften mit einer Masse aus Hackfleisch, hartgekochten und gewürfelten Eiern gefüllt und mit Käse überbacken.

### Hot Sauce
Eine Besonderheit unter den Chilisaucen ist die 2Hot Rocoto Sauce einer Firma aus Miami, Florida nicht nur durch den Einsatz der Rocotofrüchte. Die Firma wirbt damit, dass ihre Sauce ohne Essig als Konservierungsmittel auskommt und zu 99 % aus Fruchtfleisch besteht. Die einzigen Zusätze sind Salz, Vitamin C und Xanthan. Durch den hohen Gehalt an Fruchtfleisch wird eine relativ hohe Schärfe ohne den Einsatz von Chilikonzentrat erreicht. Offiziell wird die Sauce nur in den USA verkauft, gelegentlich ist sie auch in deutschsprachigen Internetshops zu finden.

## Wichtige Sorten
Siehe auch Liste der Paprika- und Chilisorten

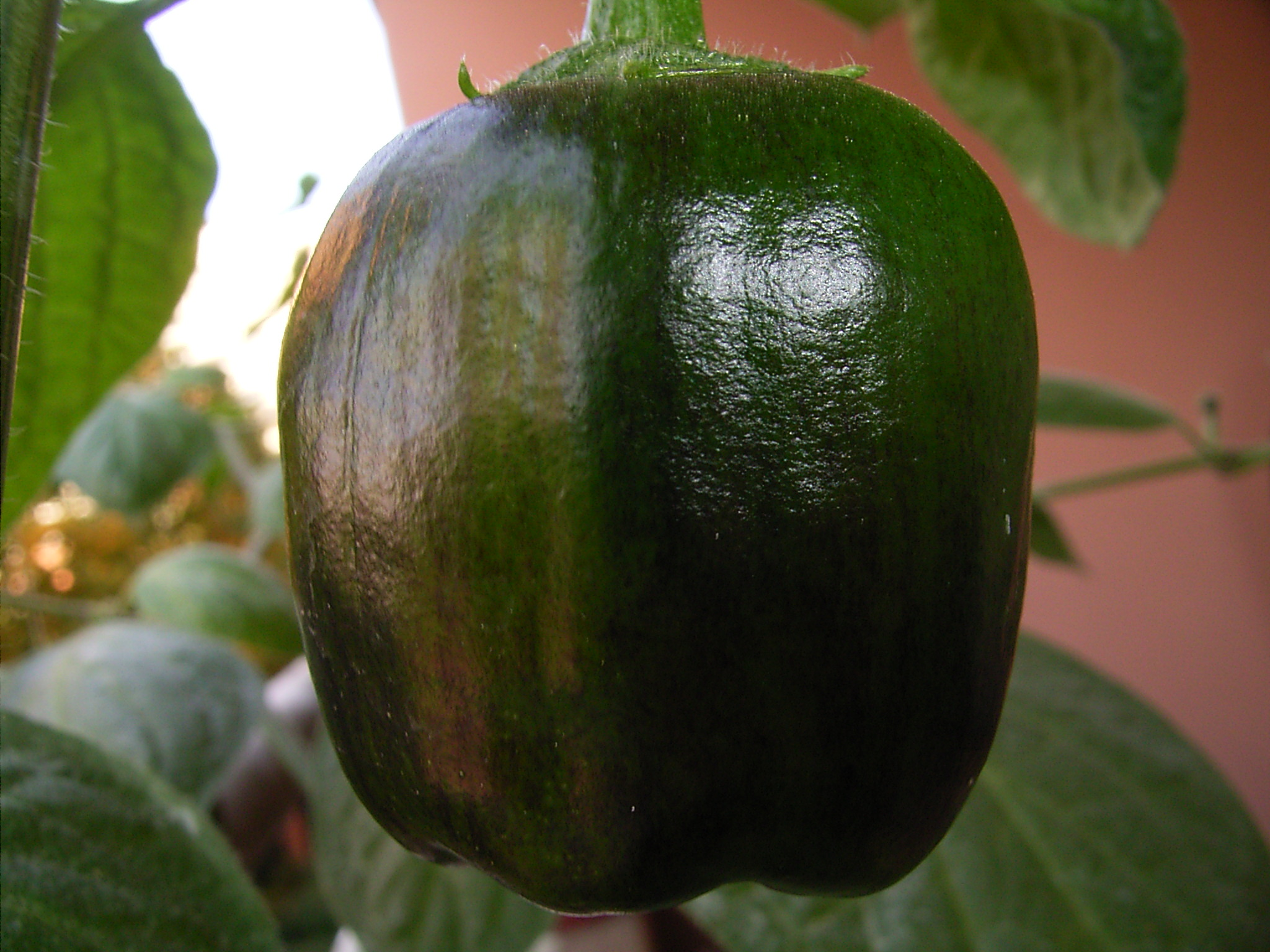
Unreife Rocoto

Wie bei vielen Chili- und Paprikasorten ist eine eindeutige Zuordnung durch Hybridisierung, Neuzüchtungen und Phantasienamensgebungen durch Samenanbieter und Hobbygärtner nicht möglich. So wird zum Beispiel die Bezeichnung Rocoto Manzano meist für Pflanzen mit roten, runden Früchten benutzt, man findet aber auch gelbe, runde Früchte unter diesem Namen. Zudem ist diese unter Hobbygärtnern recht verbreitete Bezeichnung eine Mischung aus der bolivianischen Bezeichnung Rocoto und der mexikanischen Bezeichnung Chile Manzano (Apfelchili). Letztere sind jedoch zumeist gelb, meistens rund, aber gelegentlich auch länglich.
Der folgende Sortenüberblick führt die meist häufigsten Benennungen auf:
- Chile de Seda: gelbe, längliche Früchte
- Rocoto Canario (Kanarienfarbiger Rocoto): gelbe, runde Früchte
- Rocoto Manzano (Apfelrocoto): rote oder orange, runde Früchte
- Rocoto Peron (Birnenrocoto): rote, längliche Früchte
- Rocoto Rojo (roter Rocoto): rote, runde Früchte

Andere Sortenbezeichnungen, die meist einer der oben genannten Gruppen zugeordnet werden können, sind unter anderem: Rocoto Aji, Rocoto Amarillo, Rocoto Caballo (Pferdechili). Gerade in Hobbygärtnerkreisen ist es üblich, eigene Namen zu vergeben, die auf den Ursprung (das Land oder teilweise auch die Stadt) der Samen hindeuten, zum Beispiel Rocoto Peru, Rocoto Bolivia, Rocoto Mexico oder Alberto's Locoto, nach dem Spender.

## Botanische Geschichte
Die Art Capsicum pubescens wurde 1794 von Hipólito Ruiz Lopez und José Antonio Pavón erstmals beschrieben, aber lange Zeit kaum beachtet. Im „Missouri Botanical Garden Bulletin“ aus dem Jahr 1950 schätzte Charles M. Rick die Art als von „zweifelhaften Wert für die Vereinigten Staaten, weder für die Kultivierung [...] noch für züchterische Zwecke“ ein. Erst seit W. Hardy Eshbaugh die Art 1979 genauer untersuchte, steigerte sich das Interesse der Wissenschaft. Unter anderem durch seine Arbeiten konnten Beziehungen zu mehreren andinen Wildarten festgestellt werden.

## Erwähnung in Erzählungen
Die Chavin waren ein südamerikanisches Volk, das schon vor Ankunft der Spanier in Amerika durch die Inkas erobert und vernichtet wurde. Die zehn „Legenden von Ancash“ der Chavin wurden 1961 nach langjähriger Recherche durch Marcos Yauri Monteros veröffentlicht. Die Sage „Rocoto de Peron“ erzählt von einem Hirten, der nach dem Verzehr einer Rocoto in tiefen Schlaf fällt und in einer unterirdischen Welt erwacht, deren Einwohner unsterblich sind, da sie kein Salz essen. Der Hirte lebt eine Zeitlang in der Unterwelt, schläft aber schließlich wieder ein und erwacht dort, wo er einst eingeschlafen war. Nachdem er zu seinem Dorf, wo man ihn bereits für tot gehalten hatte, zurückgekehrt war, erschien ihm im Traum ein Bewohner der unterirdischen Welt und verkündet ihm, dass er unsterblich bleibe, solange er kein Salz esse. Der Hirte ignorierte die Warnung und starb kurze Zeit darauf.